# Chappell Roan
Kayleigh Rose Amstutz (Willard, Missouri, 1998. február 19. –) művésznevén Chappell Roan (fonetikusan: [ˌtʃæpəl ˈroʊn]  hallgat), Grammy-díjas amerikai énekesnő és dalszerző. Dan Nigro producerrel együttműködve, zenéje többségét az 1980-as évek szintipopja és a 2000-es évek eleje popslágerei inspirálták. Esztétikáját erősen befolyásolják a drag queenek, zenéjét és előadói stílusát campként jellemezték.
17 évesen Roan feltöltött egy eredeti dalt, a Die Youngot a YouTube-ra. Nem sokkal ezután leszerződött az Atlantic Records kiadóhoz. 2017-ben adta ki debütáló középlemezét, a School Nightsot. 2020-as kislemeze, a Pink Pony Club műfaji eltérést jelentett első dalaihoz képest, és Roan első sikereihez vezetett. Ugyanebben az évben hagyta el az Atlantic-ot.
Egy szünet után 2022-ben önállóan több dalt is kiadott. Debütáló albuma, a The Rise and Fall of a Midwest Princess 2023-ban jelent meg az Island Recordsnál. Az album a 2023-as év végi listákon sokszor a legjobb lemezek között kapott helyet. Bár nem volt azonnal kereskedelmi siker, az album 2024 elejére kultuszalbum lett, és alvóslágernek tekintették. Az album kereskedelmi áttörését nagy mértékben befolyásolta Roan nyitószereplése Olivia Rodrigo Guts World Tourján, zenei fesztiválokon való fellépései, mint a Coachella és a Governors Ball, valamint a következő kislemeze, a Good Luck, Babe! sikere. 2024 közepére az album jelentősen felkapaszkodott a ranglistákon, Írországban és az Egyesült Királyságban az első helyet érte el, az Egyesült Államok Billboard 200-as listáján, Ausztráliában és Új-Zélandon pedig az első öt között volt. Ezt követően az album számos kislemeze megjelenésük óta először került fel különböző slágerlistákra. A Lollapalooza történetének legnagyobb nézőseregét vonzotta. 2025-ben megnyerte a Legjobb új előadónak járó Grammy-díjat, és egyike lett a mindössze tizenöt előadónak, akit jelöltek egy évben mind a négy általános kategóriában.

## Fiatalkora
1998. február 19-én Willard városában született Missouri államban, négy gyermek közül a legfiatalabbként. Egy lakókocsiparkban élt családjával, anyja, Kara Amstutz (született: Chappell) állatorvos, míg apja, Dwight Amstutz orvos Springfieldben. Keresztény és konzervatív környezetben nőtt fel, hetente háromszor járt templomba és vallásos táborokban is töltött időt. Egy 2023-as interjúban megosztotta, hogy nehezére esett ezt elfogadni, és gyakran kiszökött otthonról: „Csak egy jó embernek akartam érezni magam, de volt egy részem, ami nagyon el akart menekülni.”
Roan 10 vagy 11 évesen kezdett el zongorázni, 12 évesen kezdett el órákra járni. Tizenhárom évesen lépett fel először, elénekelve a The Christmas Song dalt iskolája tehetségkutatóján, amit megnyert. Egy-két évvel később kezdett el feltölteni feldolgozásokat YouTube-ra, aminek következtében több kiadó is érdekelt lett szerződtetésében. 14 éves korában jelentkezett a America’s Got Talent sorozatra, sikertelenül. Tizenéves korában kezdett el dalokat írni, egy évvel idő előtt érettségizett, aminek következtében nagyon sok megszokott iskolai eseményt ki kellett hagynia.

## Pályafutása

### 2015–2021: kezdetek
2014 novemberében feltöltötte első eredeti dalát, a Die Youngot YouTube-ra, Kayleigh Rose néven. A dalt egy nyári táborban írta, amit az Interlochen Művészeti központban töltött, és ami „örökre megváltoztatta életútját.” Ezt követően New Yorkba utazott, hogy részt vegyen több zenei bemutatón is, aminek következtében leszerződtette az Atlantic Records 2015. május 8-án. 2016-ban vette fel a Chappell Roan művésznevet nagyapja, Dennis K. Chappell tiszteletére, aki abban az évben halt meg agyrák következtében. A művésznév „Roan” része kedvenc dala, a The Strawberry Roan címéből származik. Ezek mellett egyébként se kedvelte születési nevét.
2017. augusztus 3-án kiadta első kislemezét, a Good Hurtöt, amit az Interview méltatott, kiemelve az énekes „meglepő érettségét és mély hangját.” Szeptember 22-én kiadta a School Nights című középlemezét, illetve az év során fellépett Vance Joy Lay It On Me Tour turnéján. Ebben az időszakban szüleivel élt Springfieldben, Los Angelesbe vagy New Yorkba repülve, amikor szükséges volt. 2018-ban költözött a kaliforniai nagyvárosba, amiről azt mondta, hogy az első alkalom volt, hogy nyíltan queer nőként élhetett, és eszméletlennek találta a „szeretetet és a teljes elfogadást,” aminek következtében elkezdhetett olyan dalokat írni, amikben igazán önmagát adhatta. 2018 januárja és márciusa közben Declan McKennával turnézott az Egyesült Államokban.
Roan 2020 elején kezdett el együtt dolgozni Dan Nigro dalszerzővel és producerrel. Az év áprilisában kiadta a Pink Pony Club dalt, ami egy nagy műfaji változás volt a School Nightshoz képest. A kislemez producere Nigro volt, míg a videóklipjét Griffin Stoddard rendezte. Roan elmondása szerint a dalt a The Abbey melegbár inspirálta.
Roan még két kislemezt adott ki 2020 májusában, a Love Me Anywayt és a Californiát, de ezek nem voltak elég sikeresek pénzügyileg, így az Atlantic szerződést bontott vele augusztusban. Ugyanezen a héten szakított fele barátja, akivel négy évig voltak együtt, amit követően egy kávézóban, produceri asszisztensként és bébiszitterként dolgozott. Ennek ellenére a USA Today 2020 tíz legjobb dala listáján helyet kapott a Pink Pony Club. Egy évvel kiadása után a Vulture azt írta a dalról, hogy „2021 nyarának dala” volt. 2022 augusztusára a dal átlépte a 10 millió hallgatást a Spotifyon.
2021 elején Olivia Rodrigo Drivers License című dalának sikere következtében Nigro gyakrabban Rodrigóval kezdett el dolgozni, Sour című albumán, így Roan közreműködő nélkül maradt. Ennek következtében visszaköltözött Missouriba, hogy független előadóként dolgozzon zenéjén, és egy gyorsétteremben dolgozott.

### 2022–2023: aThe Rise and Fall of a Midwest Princess
2020 októberében Roan visszaköltözött Los Angelesbe, hogy függetlenül dolgozzon zenéjén, amivel egy időben több munkahelyen is dolgozott, például egy fánkboltban. Ezt követően leszerződtette a Sony, és 2022 márciusára újra elkezdett Dan Nigróval dolgozni, kiadva a Naked in Manhattan dalt. Ez volt első hivatalos megjelenése két év elteltével, az első függetlenül, illetve az első, amiben megemlített queerségét. Az NPR leírása szerint „queer-lány dal,” aminek szövege „kellemes, nosztalgikus,” illetve „flörtölő, de mégse magabiztos.” Roant kiválasztották, mint a nyitófellépő Olivia Rodrigo Sour Tour, illetve Fletcher Girl of My Dreams Tour turnéján.

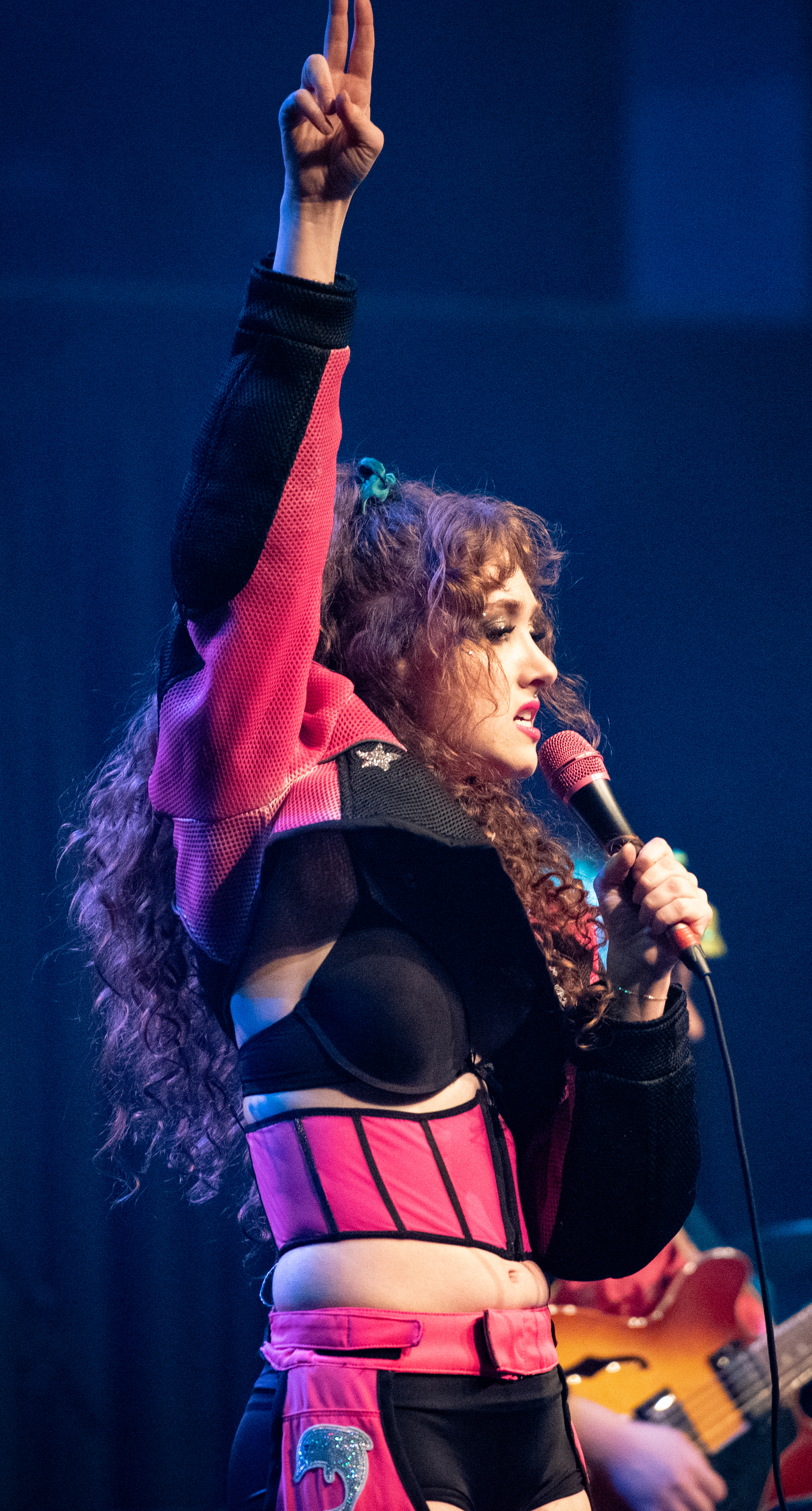
Egy 2022-es koncerten

2022 augusztusában kiadta második független dalát, a Femininomenont. Az Earmilk szerint a dal nagyon „szórakoztató és hangos, de bonyolult,” kiemelve, hogy eltért Roan korábbi dalaitól. Az énekes kijelentette, hogy a dal, aminek producere Nigro volt, egy próbálkozás volt, hogy „annyira nevetséges legyek, amennyire csak lehet.” Ezt a dalt a Casual című kislemez követte, amin még 2020-ban kezdtek el dolgozni. Ebben a dalban az énekes kritizál egy személyt, aki nem hajlandó elkötelezni magát egy kapcsolathoz, és egy rövid ideig tartó szerelme inspirálta a Covid19-pandémia idején. Nigro volt a dal producere, amit a Mazzy Star és a Radiohead inspirált.
2023 februárjában Roan megkezdte Naked in North America Tour turnéját, az elsőt headlinerként. Minden koncertnek más témája volt, rajongóinak különböző öltözeteket javasolt. Orville Peck által inspirálva a nyitóelőadók drag queenek voltak. A koncerteket méltatta a The Harvard Crimson és a Variety is, Jem Aswad szerint „felismered, amikor egy viszonylag új előadó pályafutása be fog indulni,” Lorde-hoz (2013-ban) és Billie Eilish-hoz (2019-ben) hasonlóan. Roan 2023 márciusában adta ki a Casualt, amit a Kaleidoscope, a Red Wine Supernova és a Hot to Go! követett.
2023. szeptember 22-én Roan kiadta első lemezét, a The Rise and Fall of a Midwest Princesst, és megkezdte második turnéját, a The Midwest Princess Tourt. A turné, ami ismét drag-fellépőkkel nyílt, főként Észak-Amerikában zajlott, de voltak koncertek többek között Londonban, Párizsban, Amszterdamban és Sydneyben is. Minden jegy bevételéből egy dollárt a For the Gworls nonprofit szervezet kapott. A The Rise and Fall of a Midwest Princess több év végi albumlistán is szerepelt, többek között a The A.V. Club, a Time, a Nylon, a Dork, a Rolling Stone, a Billboard és a Vogue felsorolásain is. A Pitchfork az év 22 legjobb popalbuma közé válogatta, míg a Pop Buzz az első helyre helyezte.

### 2024–napjainkig: a nagy siker
Roan 2024 februárjától áprilisáig nyitófellépő volt Olivia Rodrigo Guts World Tour turnéján. A koncertsorozat első hetében dalainak hallgatottsága 32%-kal emelkedett. Februárban fellépett a The Late Show with Stephen Colbert műsorán. Márciusban pedig az NPR Music kiadta Tiny Desk Concert fellépését.
2024 áprilisában Roan kiadta Good Luck, Babe! című kislemezét, ami a „következő fejezet első dala” volt. A dal témája a kötelező heteroszexualitás, azt írja le, ahogy egy nő megpróbálja tagadni romantikus érzéseit Roan felé, és az énekes azt jósolja, hogy ezt meg fogja bánni évekkel később. A Billboard méltatta, mint az énekes „jól megérdemelt áttörése” a mainstream világba, hiszen első hetében 7 millióan hallgatták meg, illetve 77. helyen debütált a Billboard Hot 100-on. A dal a leggyorsabb száma volt, ami elérte a 100 millió streamet a Spotifyon. Júniusra Roan első top 20-as slágere lett, augusztusban érte el legmagasabb helyezését, a hatodikat. Ugyan nem szerepelt a The Rise and Fall of a Midwest Princess albumon, a dal nagy szerepet játszott annak világszerte elért sikerében. 2024 júniusában belépett a Billboard 200 és a Top Album Sales első tíz helyére, megjelenése óta először. Legmagasabb helyezése augusztusban második volt.
Áprilisban Roan fellépett a Coachellán, egy időszakban, mikor zenéje egyre népszerűbb lett, február óta 500%-kal nőttek hallgatói Spotifyon. A Billboard szerint Roan heti hallgatóinak száma az év kezdetéhez képest húszszorozódtak júniusig. Ugyanebben a hónapban megosztotta, hogy elutasította a Fehér Ház meghívását, hogy fellépjen az év Pride-ünnepségén, a Governors Ball közben kijelentve, hogy „szabadságot és igazságot akarunk mindenkinek. Amikor ezt eléritek, akkor jövök,” kiemelve a kormány Izrael–Hamász-háborúval kapcsolatos politikáját, illetve a transzneműek jogait. Ugyanezen a fellépésen bemutatott egy korábban ki nem adott dalt, a Subwayt. Azt követően, hogy egy bostoni fesztiválra 40 ezer fős tömeget vonzott, a Bonnaroo fesztivál bejelentette, hogy átmozgatják az énekes koncertjeit nagyobb színpadokra. Egy másik koncerten a hirtelen szerzett hírnevéről beszélt: „Szerintem a pályafutásom nagyon gyorsan halad, és nagyon nehéz ütemben maradni. Csak őszinte akarok lenni. A mai nem a legjobb napom. [...] Ez az, amit mindig is akartam, de néha nagyon nehéz.” Augusztusban fellépett a Lollapalooza fesztiválon, a rendezvény történetének legnagyobb nézőseregét vonzotta.
Szeptemberben Roan fellépett a 2024-es MTV Video Music Awards díjátadón, ahol elnyerte a Legjobb új előadó díjat, amelyez a queer és transz embereknek ajánlott. Októberben először első lett a Billboard Artist 100 listán, amellyel egy héten debütáló albuma legjobb eladási hete volt. Roan zenei vendégként szerepelt a Saturday Night Live műsorán 2024. november 2-án, amely epizódnak John Mulaney volt a házigazdája. Ekkor debütálta új kislemezét, a The Givert. Roan megjelent a A Nonsense Christmas with Sabrina Carpenter Netflix-különkiadásban 2024. december 6-án. 2025 januárjában megnyerte a BBC Sound of 2025 zenészek és szakértők által kitöltött szavazását.
2025 februárjában a 67. Grammy-gálán Roan megnyerte első Grammy-díját a Legjobb új előadó kategóriában. Elfogadóbeszédében arra szólította a lemezkiadókat, hogy biztosítsák a zenészeket egy létminimumra elég jövedelemmel és egészségbiztosítással. Ezek mellett jelölték más díjakra is, a The Rise and Fall of a Midwest Princesst az Év albuma és a Legjobb popalbum kategóriákban, míg a Good Luck, Babe!-et az Év felvétele, az Év dala és a Legjobb szóló popéneks teljesítmény kategóriákban. Beszédét kritizálta Jeff Rabhan, aki korábban vezetői pozíciót töltött be a zeneipar nagyobb cégeinél kijelentve, hogy naív volt és, hogy a kiadóknak nincs az előadók felé felelőssége a jogdíjak kifizetésén kívül. A véleménycikk elterjedését követően Roan 25 ezer dollárt adományozott segélyre szoruló zenészeknek, és felszólította Rabhant, hogy tegye meg ugyanezt.
2025. március 14-én Roan hivatalosan is kiadta a The Givert. Júniusban új turnéba kezdett Visions of Damsels & Other Dangerous Things Tour néven. A turné része volt első fellépése Magyarországon, a Sziget Fesztivál részeként, amelyet méltattak. 2025. július 31-én kiadta a The Subway című dalt több, mint egy évvel az után, hogy először előadta.

## Kulturális szerepe
Sikerének következtében Roant egy „queer popikonnak”, és „keletkezőben lévő szupersztárnak” nevezték. Vezetésével történt meg a „leszbikus pop reneszánsza” a slágerlistákon és a mainstream kultúrában. Zenéjével előtérbe helyezte a „kötelező heteroszexualitás” koncepcióját. Méltatták, amiért mindig hiteles marad önmagához, illetve „queerségének és femininitásának kifejezéséért,” arra inspirálva fiatal nőket, hogy kifejezzék és elfogadják saját szexualitásukat. Ezek mellett kiemelték, hogy elutasítja a „férfitekintetet” a popzene világában. A Rolling Stone szerint az énekesnő fellépéseit nézni olyan, mint „Michelangelót nézni a Dávid szobor faragása közben.”
Roant méltatták a zeneiparban is, Elton John meghívta a Rocket Hour podcastjára, és kijelentette, hogy „nagyon jó látni, hogy elismerünk igazi tehetséget.” Roan Olivia Rodrigo legtöbbet hallgatott előadója volt 2023-ban, illetve három dalon is közreműködött az énekesnővel, a Guts albumon és Az éhezők viadala: Énekesmadarak és kígyók balladája filmzenéjén. Lady Gaga egy TikTok-videó kommentjében, amiben Roan feldolgozta Bad Romance című dalát, azt írta, hogy „Imádom Chappellt.” Ariana Grande egy Instagram-posztban kijelentette, hogy „Nagyon szeretem Chappell Roant.” 2024 januárjában Sabrina Carpenter feldolgozta a Good Luck, Babe!-et, méltatva az énekes munkáját.
2024-ben Roan előadott a Harvard Egyetem orvosi karán. Az énekesnő nevének keresésekor a Google a következőre javítja a művésznő nevét: „a kedvenc előadód kedvenc előadója,” ami egy utalás arra, ahogy Roan bemutatta magát a Coachella Fesztiválon. Ezt az énekesnő kedvenc drag quuenje inspirálta, Sasha Colby. Kijelentette, hogy ennek az egésznek valószínűleg egy „random twink” az oka, „aki a Google-nél dolgozik.”
2024 augusztusában Kamala Harris 2024-es elnökválasztási kampánya kiadott egy baseball sapkát, amire az volt írva, hogy „Harris Walz,” valószínűleg utalásként Roan „Közép-nyugati hercegnő” sapkájára. Ugyanezen választási ciklusban Missouri delegáltjai a Good Luck, Babe! zenéjére adták le szavazatukat Harrisre a 2024-es Demokrata Nemzeti Gyűlésen.

## Diszkográfia
Stúdióalbumok
- The Rise and Fall of a Midwest Princess (2023)

## Díjak és jelölések
| Díjátadó                 | Év   | Jelölt/munka                            | Kategória                            | Eredmény | For.    |
| ------------------------ | ---- | --------------------------------------- | ------------------------------------ | -------- | ------- |
| ARIA Music Awards        | 2024 | Chappell Roan                           | Legjobb nemzetközi előadó            | Jelölve  | [ 109 ] |
| BBC Sound of...          | 2025 | Chappell Roan                           | BBC 2025 hangja                      | Elnyerte | [ 110 ] |
| Billboard Music Awards   | 2024 | Chappell Roan                           | Legjobb új előadó                    | Elnyerte | [ 111 ] |
| Billboard Music Awards   | 2024 | Chappell Roan                           | Legjobb női előadó                   | Jelölve  | [ 111 ] |
| BreakTudo Awards         | 2024 | Chappell Roan                           | Az év új nemzetközi előadója         | Jelölve  | [ 112 ] |
| BRIT Awards              | 2025 | Good Luck, Babe!                        | Legjobb nemzetközi dal               | Függőben | [ 113 ] |
| BRIT Awards              | 2025 | Chappell Roan                           | Legjobb nemzetközi előadó            | Függőben | [ 113 ] |
| Danish Music Awards      | 2024 | Good Luck, Babe!                        | Az év nemzetközi slágere             | Jelölve  | [ 114 ] |
| Danish Music Awards      | 2024 | The Rise and Fall of a Midwest Princess | Az év nemzetközi albuma              | Jelölve  | [ 114 ] |
| Grammy-díj               | 2025 | Chappell Roan                           | Legjobb új előadó                    | Elnyerte | [ 115 ] |
| Grammy-díj               | 2025 | Good Luck, Babe!                        | Az év felvétele                      | Jelölve  | [ 115 ] |
| Grammy-díj               | 2025 | Good Luck, Babe!                        | Az év dala                           | Jelölve  | [ 115 ] |
| Grammy-díj               | 2025 | Good Luck, Babe!                        | Legjobb szóló popénekes teljesítmény | Jelölve  | [ 115 ] |
| Grammy-díj               | 2025 | The Rise and Fall of a Midwest Princess | Az év albuma                         | Jelölve  | [ 115 ] |
| Grammy-díj               | 2025 | The Rise and Fall of a Midwest Princess | Legjobb popalbum                     | Jelölve  | [ 115 ] |
| iHeartRadio Music Awards | 2025 | Chappell Roan                           | Az év popelőadója                    | Függőben | [ 116 ] |
| iHeartRadio Music Awards | 2025 | Chappell Roan                           | Kedvenc új popelőadó                 | Függőben | [ 116 ] |
| iHeartRadio Music Awards | 2025 | Chappell Roan                           | Kedvenc meglepetésvendég             | Függőben | [ 116 ] |
| iHeartRadio Music Awards | 2025 | Hot to Go!                              | Kedvenc turnéhagyomány               | Függőben | [ 116 ] |
| iHeartRadio Music Awards | 2025 | Good Luck, Babe!                        | Legjobb dalszöveg                    | Függőben | [ 116 ] |
| iHeartRadio Music Awards | 2025 | The Midwest Princess Tour               | Kedvenc turnéstílus                  | Függőben | [ 116 ] |
| MTV Europe Music Awards  | 2024 | Chappell Roan                           | Legjobb új előadó                    | Jelölve  | [ 117 ] |
| MTV Europe Music Awards  | 2024 | Chappell Roan                           | Legjobb push előadó                  | Jelölve  | [ 117 ] |
| MTV Europe Music Awards  | 2024 | Chappell Roan                           | Legjobb rajongók                     | Jelölve  | [ 117 ] |
| MTV Europe Music Awards  | 2024 | Good Luck, Babe!                        | Legjobb dal                          | Jelölve  | [ 117 ] |
| MTV Video Music Awards   | 2024 | Herself                                 | Legjobb új előadó                    | Elnyerte | [ 118 ] |
| MTV Video Music Awards   | 2024 | Good Luck, Babe!                        | A nyár dala                          | Jelölve  | [ 118 ] |
| MTV Video Music Awards   | 2024 | Red Wine Supernova                      | Push – Az év fellépése               | Jelölve  | [ 118 ] |
| MTV Video Music Awards   | 2024 | Hot to Go!                              | Legjobb felkapott videó              | Jelölve  | [ 118 ] |
| NRJ Music Awards         | 2024 | Chappell Roan                           | Az év nemzetközi áttörése            | Jelölve  | [ 119 ] |
| Pollstar Awards          | 2025 | Chappell Roan                           | Az év vendége/nyitófellépője         | Függőben | [ 120 ] |
| Pollstar Awards          | 2025 | Chappell Roan                           | Az év új headlinere                  | Függőben | [ 120 ] |
| Triple J Hottest 100     | 2024 | Good Luck, Babe!                        | Az év dala                           | Elnyerte | [ 121 ] |
| Vevo DSCVR               | 2024 | Chappell Roan                           | Az év előadója                       | Elnyerte | [ 122 ] |

## Turnék
Headliner
- Naked in North America Tour (2023)
- The Midwest Princess Tour (2023–2024)
- Visions of Damsels & Other Dangerous Things Tour (2025)

Nyitófellépőként
- Vance Joy – Lay It On Me Tour (2017)
- Coast Modern – On Tour (2017)
- Declan McKenna – What Do You Think About The Car? Tour (2018)
- Olivia Rodrigo – Sour Tour (2022)
- Ben Platt – The Reverie Tour (2022)
- Fletcher – Girl of My Dreams Tour (2022)
- Olivia Rodrigo – Guts World Tour (2024)

Fellépések Magyarországon
- 2025: Sziget Fesztivál (headliner; Visions of Damsels & Other Dangerous Things Tour)[123]

## Fordítás
Ez a szócikk részben vagy egészben  a   Chappell Roan című angol Wikipédia-szócikk ezen változatának fordításán alapul.  Az eredeti cikk szerkesztőit annak laptörténete sorolja fel. Ez a jelzés csupán a megfogalmazás eredetét és a szerzői jogokat jelzi, nem szolgál a cikkben szereplő információk forrásmegjelöléseként.